# Amezaiku
Amezaiku (飴細工?) är ett japansk konsthantverk där man arbetar med konfekt. Man kan använda flerfärgade kolor (fruktkola) och med hjälp av händerna och andra verktyg, såsom  pincett och sax, skapa en skulptur. Verktyg används för att kunna forma kolan, som senare kan färgas med en pensel.
Konstformen dök upp i Japan från Kina under Heianperioden (från år 794 till år 1185.).